# Eunice aphroditois
O Eunice aphroditois é uma espécie de verme anelídeo pertencente ao gênero Eunice. Com um corpo robusto, longo, multi-segmentado, este verme é um dos maiores polychaetes do mundo, crescendo a até cerca de três metros de comprimento, embora a média observada esteja em torno de um metro. Possui coloração roxo-marrom para vermelho-marrom. Enquanto membros desta família de vermes podem ser encontrados em todo o mundo, em especial em águas quentes, o E. aphroditois só é encontrado na região do Indo-Pacífico.
Pouco se sabe sobre os hábitos sexuais e de vida deste verme, mas pesquisadores sugerem que a reprodução sexuada ocorra numa fase precoce, talvez até mesmo quando o verme possui cerca de 100 mm de comprimento, o que é muito cedo considerando o tamanho a que estes podem chegar.

## Alimentação
Este organismo enterra seu longo corpo no leito oceânico composto por cascalho, lama ou corais, onde fica a esperar pacientemente que algum estímulo externo atinja um de seus cinco tentáculos. Quando isso ocorre, utiliza suas acentuadas garras como arma de ataque, projetando-se com bastante velocidade contra a presa, a qual por vezes é cortada pela metade.

## Habitat
Esta espécie pode ser encontrada rondando em meio ao ambiente rico em presas dos recifes de coral, onde sua coloração permite que ela se misture e seu corpo esguio permite que ela caça em locais apertados. Habita uma ampla gama de outros habitats, particularmente sedimentos arenosos e lamacentas, bem como em torno de rochas e esponjas. Foi registrado em profundidades de até 95 metros.